# 小行星949
小行星949（949 Hel）是一颗围绕太阳公转的小行星。
該小行星以北歐神話的死亡女神赫爾命名。

## 参数
这颗小行星的绝对星等为9.70个天文单位，自转周期为10.862小时。